# Tunis 2050
Tunis 2050 (arabe : تونس 2050) est une série télévisée humoristique tunisienne à base de dessins animés en 3D.
Elle est diffusée en arabe, sur Tunisie 7 durant le mois de ramadan 2009, sur Hannibal TV durant les mois de ramadan 2010, 2011 et 2013 et sur El Hiwar El Tounsi durant le mois de ramadan 2020.
Avant la cinquième saison, la série compte 45 épisodes diffusés à raison de quinze épisodes par saison.

## Synopsis
La série tente d'imaginer et d'offrir une vision futuriste de la vie en Tunisie, projetée dans l'année 2050. Elle traite des aspects sociaux et culturels et de leur évolution dans le futur.

## Voix
- Jaafar Guesmi : Abdelhamid
- Afef Alaya : Yasmine
- Ezzedine Mabjouj : Bessa
- Dhafer El Abidine : Bilel
- Wajiha Jendoubi : Aziza
- Mohamed Grayaâ : Farid
- Amine Gara : Rouchka
- Wassim Herissi : Lassad
- Amel Smaoui : Nihel

## Fiche technique
- Scénario et dialogues : Slim Ben Ismaïl
- Producteur : Riadh Ghariani
- Réalisation : Sami Faouar